# فرودگاه شهری ویزالیا
فرودگاه شهری ویزالیا (به انگلیسی: Visalia Municipal Airport) یک فرودگاه همگانی باربری با کد یاتا VIS است که یک باند فرود آسفالت دارد و طول باند آن ۱۹۹۹ متر است. این فرودگاه در کشور ایالات متحده آمریکا قرار دارد و در ارتفاع ۹۰ متری از سطح دریا واقع شده است.